# 海州 (渤海国)
海州，渤海国的铁利府所领六州之一。
海州治所在今黑龙江省佳木斯市、七台河市附近。辽朝灭渤海，海州百姓一部分留下，为辽朝铁骊国成员。辽太宗天显三年（928年），东丹国南迁时徙置海州，军号南海，治所在今辽宁省海城市，为东京道所属节度使州，下领2州1县。辽圣宗太平九年（1029年）以后，徙其民至上京，置迁辽县。